# Bundesstraße 223
Die Bundesstraße 223 (Abkürzung: B 223) ist eine Bundesstraße in Nordrhein-Westfalen. Sie beginnt am Ende der A 516 an der Anschlussstelle OB-Eisenheim, kreuzt die A 42 und verläuft weiter durch Alt-Oberhausen, kreuzt die A 40 in Mülheim an der Ruhr-Styrum und mündet in Mülheim-Saarn in die B 1.

## Geschichte
Bis zum 1. Januar 2007 begann die B 223 bereits in Dorsten und verlief über  Bottrop-Kirchhellen und Oberhausen-Sterkrade nach Oberhausen. Dieser Abschnitt wurde herabgestuft (AS Kirchhellen Nord (A 31) – Oberhausen) bzw. der B 225 (Dorsten – AS Kirchhellen Nord) zugeschlagen.

## Mitbenutzung durch Straßenbahnen
Zwischen der Mülheimer und der Oberhausener Innenstadt verläuft die Straßenbahnstrecke Mülheim – Oberhausen-Sterkrade (Linie 112) von Ruhrbahn und STOAG straßenbündig auf der B 223.